# Tarkin (codec)
Pour les articles homonymes, voir Tarkin.
Tarkin était un projet de codec vidéo libre et ouvert développé par la fondation Xiph.org. Il devait être basé sur la compression par ondelettes. Tarkin poursuivait les mêmes buts que Vorbis : développer un codec libre, ouvert et dégagé de tout brevet.
Le développement de Tarkin a été abandonné, Theora étant choisi comme premier objectif pour l'encodage de vidéo avec Ogg.

## Étymologie
Le nom vient de Grand Moff Tarkin, un personnage de Star Wars.